# Henro

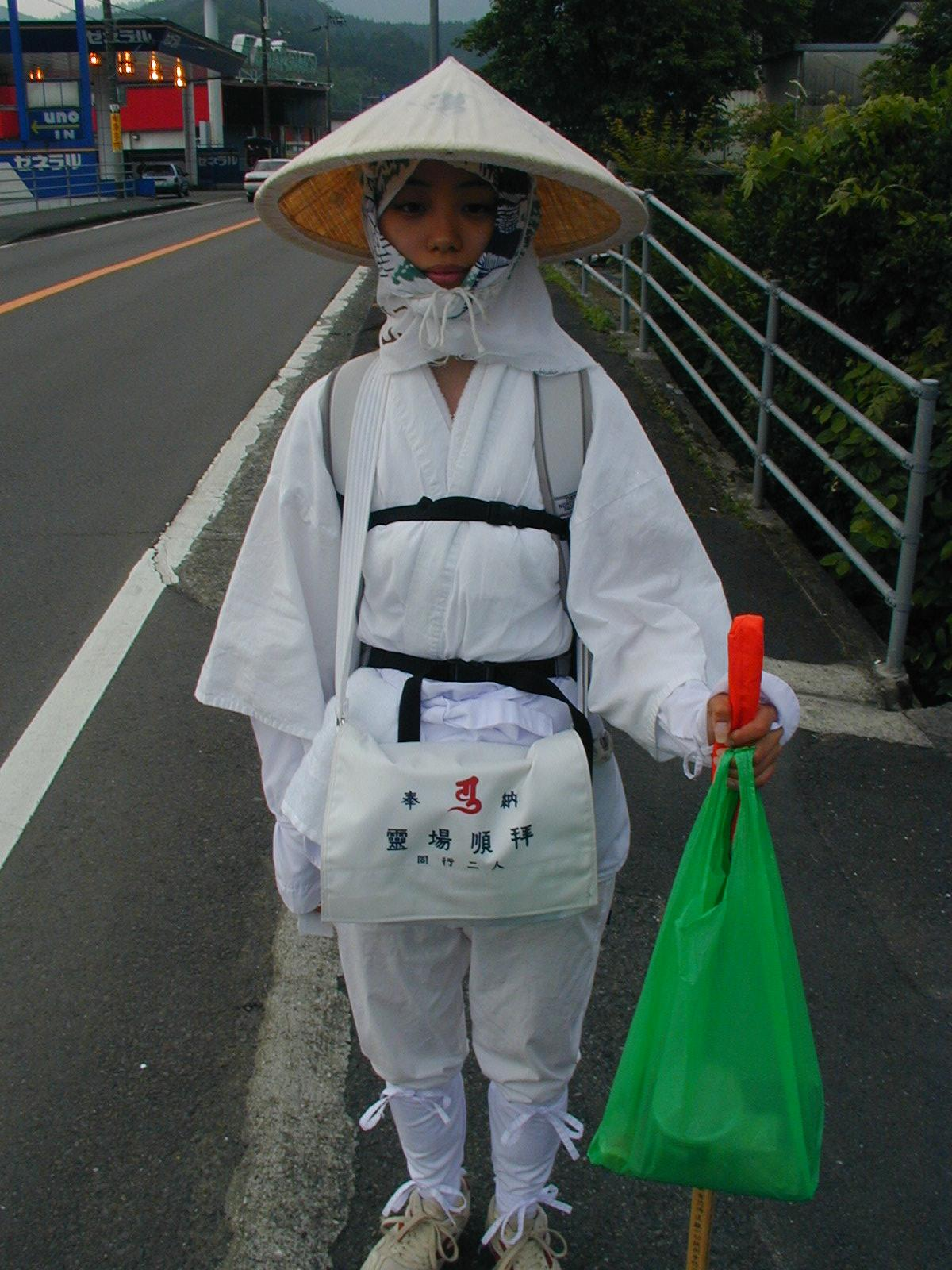
Pèlerine en tenue traditionnelle de henro à Iwamotoji

 (juin 2010).
Si vous disposez d'ouvrages ou d'articles de référence ou si vous connaissez des sites web de qualité traitant du thème abordé ici, merci de compléter l'article en donnant les références utiles à sa vérifiabilité et en les liant à la section « Notes et références ».
Henro (遍路) est un mot japonais qui désigne la personne qui fait le pèlerinage des 88 temples de Shikoku. Le chemin de pèlerinage s'appelle henro ou encore henromichi (遍路道). Cependant, habituellement le terme henro se restreint à la notion de pèlerin. Selon les sources le nombre annuel de pèlerins approcherait les 200 000 avec un net regain ces dernières années[Quand ?].

## Description
Les motivations peuvent être diverses, depuis le simple exploit sportif jusqu'à la remise en cause ascétique d'un mode de vie moderne.
L'origine religieuse originelle du henro est l'adepte de la secte bouddhique shingon.
Le mode de déplacement traditionnel du henro est la marche à pied. Cependant par manque de temps les bus, le train ou même le taxi sont utilisés de nos jours, de façon majoritaire.

## Tenue vestimentaire
La tenue vestimentaire traditionnel du henro est une tenue blanche en coton, avec un « chapeau chinois » en paille.

De la tête aux pieds la tenue traditionnelle comporte :

La syllabe Om̐ (Aum) dans le dos des pèlerins

- Le « chapeau chinois » (菅笠, suge-kasa?) qui permet d'évacuer la transpiration car l'air passe dessous, du moins en théorie, parce que l'armature est en osier, donc blessante, et qu'il faut une base en tissu, de type serviette de onsen, enroulée autour de la tête ou de l'armature. Recouvert de plastique, il protège de la pluie, mais devient moins esthétique.
- La veste blanche hakue ou byakue (白衣?), marquée dans le dos « Aum » (syllabe sacrée du sanskrit) et « Namu Daishi Henjo Kongo » (南無大師遍照金剛?, littéralement « Salut Daishi, diamant qui illumine tout »), en l'honneur de Kūkai (Kōbō Daishi). La veste est blanche comme pour les tenues de deuil en signe de renoncement du henro à son ancienne vie. C'est la seule chose « obligatoire ». Elle est le signe de reconnaissance le plus fort du henro sur la route.
- L'étole wagesa (輪袈裟?), qui se porte autour du cou. Elle est marquée « Shikoku Hachijūhachi kasho junpai » (四国八十八ヶ所巡拝?, soit les 88 temples du pèlerinage de Shikoku) et « Namu Daishi Henjo Kongo » (南無大師遍照金剛?), comme sur les vestes.

Le pèlerin porte généralement les accessoires suivants :
- Le bâton kongozue (金剛杖?) en bois, de section carrée, recouvert au sommet d'un capuchon de brocard coloré et doré, souvent muni d'une clochette qui permettait jadis d'entendre arriver les autres sur le chemin, et d'écarter les bêtes sauvages et les mauvais esprits[1]. Il est souvent marqué « Dōgyō Ninin » (同行二人?, les deux vont ensemble), le bâton représentant Kūkai marchant au côté du henro[1], exactement comme le bourdon du pèlerin de Compostelle représente Saint Jacques accompagnant le pèlerin.
- Le sac zudabukuro (頭陀袋?) qui sert à porter devant soi les objets nécessaires pour le pèlerinage, nokyocho, samefuda, encens, bougies, briquet. Il porte la syllabe « Aum » comme inscription. Les porteurs de vrai sac à dos n'en ont souvent pas, mais les puristes recouvrent celui-ci d'un tissu blanc.

## Fuda
Les « cartes de visite » o-samefuda (納札) ou simplement fuda sont des bandelettes de papier sur lesquelles le pèlerin écrit son nom. Il doit en mettre une dans chaque boîte devant chaque bâtiment de chaque temple, mais ça n'a rien d'obligatoire. Elles sont en pack de 200, une pour chaque Daishi-dō et une pour chaque Hondo (temple principal). Elles servent aussi et surtout à donner aux gens qui donnent un o-settai, en guise de remerciement ou simplement de cartes de visites.
Elles sont blanches pour les henro faisant le tour de l'île pour les quatre premières fois, vertes de cinq à sept fois, rouges de huit à 24 fois, argentées de 25 à 49 fois, dorées de 50 à 99 fois, et en brocard (appelées nishiki) à partir de 100 fois. Elles sont marquées « En voyage avec Daishi sur les 88 temples de Shikoku ».